# Stazione di Adrano Cappellone (1970)
La stazione di Adrano Cappellone era una fermata della Ferrovia Circumetnea, posta originariamente alla progressiva chilometrica 38+592,45 e a servizio del quartiere cappellone di Adrano; dal 2011 venne sostituita dalla nuova fermata omonima interrata.

## Storia
La fermata di Adrano Cappellone venne aperta nel 1970 e fungeva da fermata sussidaria rispetto alla storica stazione di Adrano.

### La soppressione a favore della nuova fermata
La fermata di Adrano Cappellone rimase operativa fino al 18 settembre 2011, poiché il giorno seguente, con l'entrata in vigore del nuovo orario invernale, essa venne sostituita dalla nuova fermata interrata, da cui dista appena qualche decina di metri, facente parte della nuova variante di Adrano.

## Strutture e impianti
Il fabbricato, posto alla sinistra rispetto al senso di marcia della strada ferrata, era ad una sola elevazione, comprendente una pensilina ed un largo marciapiede per i viaggiatori che erano in attesa del treno, ed era munita di un solo binario.

## Movimento
L'orario invernale, entrato in vigore il 16 settembre 2013, comprendeva 14 treni diretti a Riposto e 13 treni diretti a Catania, per un totale di 27 treni giornalieri.